# Макс Еве
Махгилис Еве (хол. Machgielis Euwe; Ватерфрафсмер, 20. мај 1901 — Амстердам, 26. новембар 1981) је био холандски шахиста. Био је пети играч који је постао светски шампион у шаху (1935 — 1937).

## Биографија
Др Макс Еве је рођен у Ватерграфсмеру близу Амстердама. Дипломирао је на Универзитету у Амстердаму, где је стекао и докторат из математике. Био је гимназијски професор у Ротердаму, а касније је управљао рачунским IBM-центром у Амстердаму. Примењивао је своје знање математике на проблем бесконачне партије шаха користећи Thue-Morse секвенцу.
Победио је на свим холандским шампионатима на којима је учествовао од 1921. до 1952, а освојио је титулу и 1955. Једини остали победници у овом периоду били су Сало Ландау (1936). и Хајн Донер (1954). Укупно је победио рекордних 12 пута. Постао је аматерски шаховски шампион 1928. 15. децембра, 1935, после 30 партија које је играо у 13 различитих градова за 80 дана, победио је владајућег светског шампиона Александра Аљехина. Ова титула била је велики подстрек за развој шаха у Холандији.
Титулу је изгубио од Аљехина 1937. После Аљехинове смрти 1946, сматрало се да Еве има морално право да буде светски шампион, али он је галантно пристао да учествује на турниру с пет учесника који ће дати новог светског шампиона одржаног 1948. на коме је заузео последње место. Његов последњи велики турнир био је у Цириху 1953.
Иако је био више од 40 година старији од Боби Фишера, имао је снаге и истрајности да извуче нерешен резултат у дуелу с њим (1:1).
Од 1970. (када је имао 69 година) до 1978. године био је председник ФИДЕ, и одиграо је важну улогу у организовању чувеног меча између Бориса Спаског и Боби Фишера.
Написао је много књига о шаху, од којих су најпознатије Расуђивање и планирање и низ књига о отварањима.
У Амстердаму један трг носи његово име (Max Euwe Plein), где се налази 'Max Euwe Stichting' (Задужбина Макса Евеа) смештена у једном старом затвору. Ту се налази музеј Макса Евеа и велика збирка шаховских књига.
Његова унука, Есме Ламерс (Esmee Lammers) написала је дечју књигу под насловом Lang Leve de Koningin (Нека живи краљица), која је врло популарна међу младима.

## Цитати
- „Стратегија захтева размишљање; тактика захтева посматрање.“ – Макс Еве
- „Да ли публика, чак и наши пријатељи критичари, схватају да Еве буквално никад није направио непоуздану комбинацију? Он је могао, наравно, повремено да пропусти да сагледа комбинацију противника, али кад је имао иницијативу у тактичкој операцији његови прорачуни су били непогрешиви.“ – Александар Аљехин
- „Ако се Ричард Рети занимао само за изузетке од позиционих правила, онда је Макс Еве вероватно веровао мало више у њихову непроменљивост.“ – Александар Аљехин
- „Он је оличење логике, генија реда и поретка. Тешко би се могао назвати нападачем, иако је сигурно корачао кроз изузетно комплексне варијације.“ – Ханс Кмох
- „Еве је слободно дисао једино кад је био загушен послом.“ – Hans Kmoch
- „Еве који се одмара није био Еве. Његов мото је рад, рад, и само рад. Рад је његова забава, његова снага и судбина.“ – Ханс Кмох
- „Нешто није у реду с тим човеком. Он је тако нормалан.“ – Боби Фишер